# Michelangelo Valentini
Michelangelo Valentini (Nápoles, ca. 1720 - Nápoles, después de 1768) fue un compositor y organista italiano.

## Biografía y obra
Probablemente fue alumno de Leonard Leo. Debutó como compositor de óperas en el Teatro Nuovo (de Nápoles) con la ópera bufa Il Demetrio. Permaneció la mayor parte de su vida en Nápoles ligado al Teatro Fiorentini, donde representaron muchas de sus óperas. Entre sus obras se encuentra la cantata Regina Valentini, 8 óperas y 20 arias independientes.

### Óperas
- "Il Demetrio" (libreto de Antonio Palomba). Ópera buffa. Primera representación en Nápoles, 1745.
- "La Villana nobile" (Antonio Palomba). Ópera bufa. Nápoles, 1748.
- "La clemenza di Tito" (Antonio Palomba). Ópera dramática. Bolonia, 1743.
- "Adriano in Siria" (Pietro Metastasio). Ópera dramática. Bolonia, 1753.
- "Andrómaca" (Apostolo Zeno). Ópera dramática. Milán, 1754.
- "Solimano" (Giovanni Ambrogio Migliavacca). Ópera dramática. Turín, 1756.
- "La sconfitta di Darío" (Carlo Deodato Morbilli). Ópera dramática, Génova, 1757.
- "Viriate" (Pietro Metastasio). Ópera dramática. Pavía, 1761.